# Formin
Formin je naselje na Ptujskem polju v Občini Gorišnica.
V Forminu od leta 1978 obratuje hidroelektrarna HE Formin, zadnja v verigi dravskih elektraren na ozemlju Slovenije.
Formin je razvejano obcestno naselje v vzhodnem delu Ptujskega polja, nadmorska višina kraja znaša 205 m. Vas leži med reko Pesnico in 8.1 km dolgim prekopom. Prekop je bil za potrebe hidroelektrarne odprt leta 1978. 
Ravninska lega kraja je  umeščena v vpetost med griče Slovenskih goric in Haloz. Naselje je gručasta vas, skozi katero v neposredni bližini tečeta reki Drava in Pesnica, ter potoka Zvirenčina in Lemberga.
Od leta 1978 kanal  dravskih elektrarn s HE Formin vas deli na severni - industrijsko poseljeni del in južni – kmetijsko neposeljeni del.
Vas Formin je razdeljena na Zgornji konec, Spodnji konec, Kračine, Krč, Travnike in poplavni gozd. Nekoč tudi na kraje Pri treh vrbačah, Kot, Mota, Kravja gasa, Pole in Vejke. 
Formin leži na stičišču poldnevnika 16.0436 ° vzhodne dolžine in vzporednika 46.4053 ° severne dolžine. Leži na halocenski, peščeno - ilovnati naplavini ob Pesnici in  halocenski peščeno -prodnati naplavini ob Dravi.

## Zgodovina
Formin je bil naseljen že v prazgodovini, na kar nas opozarjajo najdbe kamnitega orodja in žganih grobov  iz halštatske dobe. Kasneje so se tu (2.st.pr. n. št.) naselili Kelti, za njimi pa Rimljani, ki so tu mimo zgradili cesto Ptuj - Zagreb - Sisak. Rimska cesta se je žal pri izgranji kanala za HE Formin uničila. Številne arheološke najdbe iz rimskih časov, ter ustrezna razdalja od Ptuja podpirajo tezo, da je bila tu Rimska postaja Ramista.
Ime vasi se v urbarjih prvič omenja leta 1235 in sicer se omemba navezuje na navedbe ob ustanovitvi župnije Velika Nedelja, nadalje 1271 leta pod imenom Virmein. Leta 1320 pod imenom Firmei, leta 1322 pod imenom Firmey, leta 1350 pod imenom Formain, leta 1432 pod imenom Formayn, leta 1441 pod Formein, leta 1461 pod imenom Formain, leta 1487 pod Formein, leta 1542 pod imenom Formeinn, leta 1942 pod imenom Formeindorff, pred in po obeh svetovnih vojnah pa z imenom Formin.
Formin je eno izmed najstarejših naselij na Ptujskem polju. Njegovo ime je Ilirsko-keltskega izvora, kot ime Ptuj in Drava. Formin je bil v rimskih časih poseljeno naselje in je domnevno na tem mestu obstajala rimska postojanka po imenu Ramista. V tistem času sta skozi vas potekali dve rimski cesti, Petovio - Savaria in Petovio- Mursa. Ugodna lege ob sotočju rek  Drave, Pesnice in Zvirenčine, pa so dajale ugoden obrambni položaj takratnih prometnih povezav.
Petovio – Savaria je potekala v smeri Ptuj – Formin - Ormož in dalje proti Dolgi vasi. Cesta Petovio – Mursa je potekala v smeri Ptuj – Formin – Lovrečan (RH) -Petrijanec (RH) in je prečkala reko Dravo nekje na odseku Formin – Lovrečan otok (RH). Domneva se, da je lokacija rimske postojanke po imenu Ramista bila v bližini prehoda čez Dravo, oziroma med sotočjem reke Pesnice in Drave. Cesti  Petovio –Savaria in Petovio – Mursa sta bili med seboj na območju Formina oddaljeni manj kot kilometer.
V Forminu je nekdaj obstajala ob rimski cesti manjša naselbina, domnevno tudi  trg za prodajo rib. Domnevno je naziv vasi rimskega izvora (Forum - minus, kar pomeni  malo trgovišče). 
Druga domneva za nastanek imena vasi Formin izhaja iz  dejstva, da je v Forminu bilo pokopališče iz rimskega obdobja. Zaradi lege kraja »sotočja rek« pa je v dobi Keltov obstajala možnost svetišča.  Ime vasi Formin bi tako domnevno lahko izhajalo iz besed keltsko-rimskega izvora:  Foramen;- inis [Foro] to je razpoka, luknja,  Formido; to je groza, strah,   Forum (zastarelo) prostor pred grobom, (kasneje) trg.
Da je temu tako pričajo številne sledeče najdbe iz:
Poznega neolitika (cca 2100 do 1700 let pr. n. št.) najdeno kamnito orodje v Forminu, od katerega je ohranjena le »kopača«.
V času bronaste dobe (1700-1100m let pr. n. št.) ni posebnih najdb v Forminu. 
Mlajše kulture žarnih grobišč in starejše železne dobe (cca 1100-300 let pr. n. št.)  
Latena (cca 450 let p.n.š do 300 let) ob koncu 3. stoletja v zapuščeni ali redko naseljeni kraj Formin pridejo dobro oboroženi Kelti, kjer so postavili naselbino. V teh krajih so živeli kelti Serreti t. i. »rečni«. Arheološke najdbe iz tega časa so keltske in zgodnjerimske žganine ter skeletni grobovi v Kolaričevi gramoznici.
V času mlajše železne dobe (cca 300-15 pr.n.š) Rimljani prihajajo v naše kraje po cestah, ki so jih koristili že Kelti in tako tudi nedvomno cesto, ki je vodila vzdolž dravske terase od Ptuja do Formina, kjer so zelo verjetno uporabljali prehod čez Dravo že Kelti. Že od začetka prav zaradi prehoda čez Dravo v Forminu rimska postojanka Ramista,  saj se je na ta prehod navezovala gradnja rimske ceste proti Varaždinu in naprej do Murse.
Na severu Formina je potekala od Ptuja proti Ormožu druga rimska cesta imenovana Savaria,  kjer se je odcepila od  Murse  nekje na mestu današnjih Cunkovcev. 
Najdbe iz tega obdobja v Forminu so: temelji antičnih stavb, žgan grob v grobnici na Kelenčevi njivi, žgan grob pri Muršiču, skeletni grob pri Kolariču, železni verigi, suličasta ost, ročaj ščitne grbe, lovski nož, meč in nožnica meča, Gardianov rimski novec,  keltsko rimsko grobišče z 162 žganimi grobovi, ob grobišču pa sledove rimske ceste Petovio-Mursa. Tako je v Forminu v mlajši   železni dobi stara naselbina, kasneje rimska obcestna postojanka Ramista. Domnevno tudi s trgom za ribe. Rimsko cesto je Drava južno od vasi večinoma odplaknila.
Okrog leta 575 je bila opuščena rimska Petoviona, pričela pa se je poselitev s strani Slovanskih ljudstev. Poseljeno območje so pričeli kolonizirati Germani. Ob tem so se pričeli tudi roparski vpadi drugih ljudstev (Ogri, Madžari, Turki).
Ko so Madžari leta 907 pri Bratislavi premagali bavarsko vojsko, so zasedli Panonijo in začne se doba njihovih pohodov in ropanj proti zahodu. Prodirali so tudi po cestah Ptujskega polja. Napadalci so si lastili ljudi, živino in drugo blago, za njimi pa je nastala opustošena zemlja. Nemška kolonizacija je bila tako na tem delu uničena in razbita.  Ptujsko polje je v tem času postalo nikogaršnje ozemlje, oziroma obmejna krajina med salzburško in ogrsko.
Razmerja v obmejni krajini so se izboljšale, ko je Salzburškemu nadškofu Kondradu I. leta 1131 uspelo z Ogri skleniti mir. Po tem času so se na Ptujsko polje ponovno pričeli priseljevati ljudje in prebivalci, kolikor jih je še bilo.
Obmejni pas med salzburško in ogrsko je potekal v območju spodnje Pesnice. Iz obdobja te nemirne ptujsko-ogrske mejne krajine, ko so bili Ogri prvič potisnjeni že nazaj (sredi 12 stol.), izvira tudi ustanova strelcev in strelskih dvorcev. Strelci (sagitarii ali schutzen) so imeli v posesti manjše dvorce, vasi ali kmetije (curia, villa, sagittaria ali huba). Njihova dolžnost je bila varovati ozemlje pred Ogri, zato pa so bili oproščeni dajatev. Ti strelci so bili razporejeni po celotnem območju spodnje Pesnice, tudi v Forminu.
Leta  1235 in 1271 sta bili na Forminu dve podložniški kmetiji (hubi).
Leta 1322 je imela salzburška cerkev na  območju današnjega Formina 7 podložniških kmetij, t. i. hub. Od teh sta imela dve hubi strelca Velchmarus in Eybanus in dve vaški župan.  
Leta 1542 se izvede popis premoženja, pobira se pravični triletni davek za izvedbo obrambnega načrta v vojni proti Turkom. Srednjeveška podložniška vas se imenuje Formein. V vasi je bilo 17 kmetij in dva kajžarja.  Od tega sta bili dve veliki kmetiji, Lenart FUDERNEK in Primož FUDENEK, ena srednja-Avguštin VENKO, štirinajst malih: Rupert GOLOB, Ivan in sin Štefan, Lenart KRANJC, Habjan KOROŠEC, Blaž MARTUK, Tomaž VRATUŠA, Pavel GOBEK, Jernej FLAIŠAKAR, Avgoštin SAUKO, Luka ŠLEKEC, Filip, Štefan ČEBULA, Peter BEZJAK, Blaž MIHAL in dva kajžarja: Štefan BEZJAK  in mlinar Tomaž. Vas je bila razdeljena med tri gospodarje. Pet jih je služilo nemškemu viteškemu redu iz Velike Nedelje, osem dedičem upravnika Breinerja, šest pa Gašparju iz Ratmansdorfa. V celoti prevladuje mala posest. Vse živine je bilo 163 glav. Skupaj so imeli 94 glav goveje živine. Krav je bilo 44, 1 bik, telet 24, svinj 63, konj 6 in volov 25. Mlinar Tomaž ni imel živine, ker je imel v vasi mlin. Krav je bilo v času cenitve razmeroma malo, to velja tudi za vprežno živino. Tudi svinj je bilo malo. V Forminu je ta čas živelo 99 ljudi. V povprečju na kmetijo 6 oseb.
Z leti število prebivalcev narašča. Leta  1322 je bilo 35 prebivalcev, leta 1542 - 35 prebivalcev, leta 1597 - 49 prebivalcev,  leta 1782 -219 prebivalcev, leta 1880 - 274 prebivalcev in leta 1919 – 348 prebivalcev.
Temu primerno je bilo tudi hiš. Leta 1235 – neznano, leta 1271 – 2 podložniški kmetiji, leta 1322 – 7 podložniških kmetij, leta 1542 – 17 kmetij in dve kajži, leta 1820 – 42 hiš, leta 1900 – 50 hiš, leta 1960 – 59 hiš, leta 1971 – 74 hiš in leta 1999 – 105 hiš.
V vasi so bili takrat številni mojstri, čevljarski,  krojaški mojster, šivilja, kolarski, kovaški, sodarski, tesarski, slikarski in pleskarski mojster, izučen mlinar, pekarski mojster, mesar in zidar. Kmetje so pridelovali tudi veliko čebule, ki so jo s konjsko vprego in vozovi vozili na Ptuj in v Varaždin.  
S konji se je ukvarjalo 11 kmetov, kateri so imeli enega, dva,  redko pa več konj. Voli so bili redki. Razvijala se je govedoreja in svinjereja.
V takratnih časih dela na kmetijah, poljih in travnikih ni manjkalo. Vse se je delalo ročno in s konjsko vprego.
Hiše so bile po večini še iz lesa, s slamo krite.  Manjši del stanovanjskih hiš premožnih kmetij pa je bil  zidai iz opeke - buta in pokrit  s strešno opeko.
Takrat je bil na Forminu tudi pušelšank – točilnica vina na črno.
Manjkalo pa ni tudi črnih ribičev in krivolovcev, divjad in ribe so v veliki meri predstavljale vir preživetja.

### Simbol Formina
Vaški simbol Formina je bila v preteklosti  vrba. Forminčani so vrbovo vejico nosili na družabnih srečanjih z vaščani iz drugih vasi in s tem izražali svojo vaško pripadnost. Največkrat je bilo to na gostijah, trgatvah in drugih družabnih srečanjih.
Vrba je simbol trdoživosti, kar kaže s svojim načinom razmnoževanja, saj se zraven semen razmnožuje tudi s podtaknjenci. Kot drevo pa ji pripisujejo tudi veliko magično in zdravilne moč. Vrbe so bile zasejane blizu domov, kar je predstavljalo zaščito ob strugah Zvirenčine, Lemberge in Pesnice. V tistem času so rasle vrbe v takšnem številu, da so tvorile vrbove gozdove. Kot vraža je veljal rek, da so si čarovnice  iz vrbovih vej delale metle in čarovne palice.
Vrba ima resnično tudi prave zdravilne učinke, saj delujejo njene učinkovine proti vročini, revmi, kot pomirjevalo, proti glavobolu,  blaži migrene in živčne napetosti, zapira, poživlja krvni obtok, deluje proti povečani kislini v želodcu, uravnava delovanje prebavnih encimov, deluje na kožo in vneto sluznico, celi rane, pripravna pa je tudi za kopeli.
Vrbove veje so bile koristne tudi v domače obrti - pletarstvu. Formin je bil nekdaj znan po pletarstvu. Vsakodnevna raba, praktičnost in uporabnost pletenih izdelkov je botrovala, da so se koši in košare pletli skoraj pri vsaki hiši. 
Tako kot jelša in lipa kaže tudi vrba sled prvega vala pri poselitvi Slovanov.
Formin je skozi stoletja zaznamovalo tudi mlinsko kolo. Mlinsko kolo je simbol moči in napredka. Prvi znani zapiski omenjajo mlinarja Tomaža že leta 1542. Kasneje se omenja izgradnja vodnega mlina v Forminu leta 1775. Mlin je bil obnovljen 1874. leta in opuščen 1946. leta, pod imenom »Kotni mlin«. Mlin stoji še danes, vendar je v propadajočem stanju in potreben obnove. 
Z novejšo dobo po letu 1978, so se v Forminu pričele vrteti  » moderna vodna kolesa« - turbine HE Formin. Od leta 1984 se v Zvirenčini vrti tudi vodno kolo, ki krasi center naselja, hkrati pa mimoidoče ljudi spominja na čase pravih mlinskih koles.

### Vaški vodotoki
Drava, katera teče skozi južni del Formina. Do druge svetovne vojne  so po njej plavili les s Pohorja do  Donave in naprej. Pri Borlu je bilo znano splavarsko postajališče. Promet čez Dravo iz Formina je potekal na brodu v Placarovcih.
Pesnica izvira v Avstriji v naselju Pesnica in se v Ormožu izliva v reko Dravo. Pesnica je skozi stoletja veliko poplavljala, za kar so jo več kot stoletje regulirali.
Ob izgradnji kanala so reko Pesnico ob presežkih vode speljali v kanal, tako da so jo v Forminu delno zajezili.
Zvirenčina (Struga) izvira v Muretincih. Na svoji poti do Formina polni še več manjših izvirov (tűmfov). Zvirenčina se je nekoč izlivala v Pesnico. Ob izgradnji kanala so potok Zvirenčino speljali v kanal.
Lemberga se napaja z dviganjem nivoja Pesnice in je ob sušnih obdobjih nizkega vodostaja.
Kanal dravskih elektrarn so pričeli graditi leta 1974 v Markovcih. Kanal je trapezaste oblike. Voda v njem je globoka od 6 do 11,6 metra. Vodni kanal je širok 42 metrov. Po njem steče vsako sekundo 500 m3 metrov vode. Skupno z nasipi je kanal širok prbližno 100 metrov. 
HE Formin ima vgrajena dva agregata s kaplanovimi turbinami moči 2 x 56 MW.
Podtalnica se kaže se na globini 3 do 4 metre. Z regulacijo Pesnice  se je gladina podtalnice še poglobila. Vendar se je ob izgraditvi kanala ponovno dvignila.

## Znamenitosti
Sokov mlin – Kotni mlin 
Izgradnja vodnega mlina je datirana na leto 1775. Mlin je bil obnovljen 1874. leta in opuščen 1946. leta, pod imenom »Kotni mlin« na Forminu. Mlin še stoji vendar je v zelo slabem stanju in potreben obnove.
Hemova kapela 
Postavila sta jo Vilhem in Neža Golob, okrog leta 1909. Kapela je posvečena Lurški Mariji.
Švejčova kapela 
Leta 1914 sta jo postavila Alojz in Rozalija Kovačec. Kapelo postavita iz razloga ozdravitve žene Rozalije. Posvečena je  Mariji Brezmadežni.
Vaška kapela 
Vaška kapela s starim gasilskim domom je bila s strani vaščanov in članov Gasilske čete Formin postavljena 1937. leta. Kapela je posvečena Srcu Jezusovemu.
Ivanušov hrast  
V višini cca 1.5 m od tal meri leta 2002 obseg debla 430 cm.
Župani 
Znani župani vasi so bili Ivan Muhič, Alojz Brodnjak, Franc Savec, Jožef Kelenc in Franc Pondrk. Župani so imeli v preteklosti nalogo  zagotoviti pobiranje desetine ter reševati manjše spore med kmeti. V novejšem času so to nalogo izgubili.

### Pomembni dogodki
575 - Opuščena rimska Petoviona (Ptuj).
1185 - Pesniški grofje – Pesnica (Poßnitz).
1235 - Nastanek župnije Velika Nedelja.
1235 - Prva omemba vasi Formin.
1391 - Formin od leta 1391 spada pod župnijo Sv. Marjeta niže Ptuja, katera je bila ustanovljena tega leta. Imela je malo cerkev, obdano s pokopališčem. V njeno župnijsko področje sta razen današnjih vasi spadali tudi vasi Mezgovci in Dornava. Duhovnike je nameščala Sekovska škofija v Gradcu in nadškofija v Salzburgu.
1466 - Turški vpad.
1486 - Turški vpad v Cvetkovcih.
1473 - Turški vpad.
1483 - Turški vpad.
1532 - Turki so porušili grad v Muretincih.
1542 - Epidemija kuge.
1597 - Epidemija kuge.
1664 - Turški pohod na Dunaj preko Ptujskega polja.
1682 - Turški pohod na Dunaj preko Ptujskega polja.
1782 - Epidemija kuge.
1820 - Epidemija kuge.
1825 - V Forminu znaša delež njiv 30-40 %, travnikov 15-20% in gozdov 21,6 %.
1852 - Zgrajena je stara šola v Gorišnici, ki ima z dva razreda.
1902 - Pozidana je nova, štiri razredna šola.
1907 - Prva regulacija Pesnice.
1908 - Posojilnica in hranilnica se nahajata v prostorih šole.
1910 - Pošta v Gorišnici, pred tem v Moškanjcih.
1910 - Regulacija Pesnice.
1910 - Na cesti Formin–Osluševci (pri Fistršovih) je zgrajen leseni most čez Pesnico.
1911 - Ustanovljena kmetijska zadruga.
1912 - Porušen je leseni, dotrajan most čez Zvirenčino in zgrajen novi betonski   most z železnima ograjama.
1932 - Skrajšan je ovinek proti Sokovemu mlinu, z novo cesto proti staremu gasilskemu domu.
22.3.1936 - Ustanovljena je Prostovoljna gasilska četa Formin.
5.4.1941 - Razstreljen je novi betonskega most čez Pesnico.
6.4.1941 - Kolona nemških vojakov se na motornih kolesih pripelje v Formin. Vojaki so oboroženi s strojnicami, puškami in pištolami. Po zraku letajo letala, ljudje in živina so vznemirjeni.
1.12.1944 - Kurirji iz Moškanjcev so pri Brodnjakovem sadovnjaku naleteli na nemško zasedo.
16.4.1945 - Nemška vojska razstreli cerkveni stolp Sv. Marjete niže Ptuja.
7.3.1947 - Velika povodenj Pesnice.
1946-1952 - Obvezna oddaja živine, poljskih pridelkov in živil.
17.1.1951 - V Forminu je zasvetila prva električna luč. V letu dni je bila elektrifikacija Formina zaključena.
20.10.1958 - Potočni mlini na Zvirenčini so odstranjeni (Tobijasov - Mala vas, Ožingerjev - Placerovci in  Kotni - Formin).
25.11.1958 - Zaradi izravnave vode kopljejo pri Hemovih novo strugo Pesnice.
1959 - Med Forminom in Osluševci je zgrajen betonski most čez  Pesnico.
1962 - Blatna cesta med Lesarovimi in Ivanušovimi t. i. ,,telečja gasa,, se spelje mimo hrasta, po Ivanušovem ogradu.
26.11.1961 - V Gorišnici se prvič vrti kino.
4.9.1965 - Drava je poplavila spodnji del vasi Formina. Gasilci imetje in živino prevažajo s čolni.
6.8.1967 - PGD Formin priredi veliko tombolo z  vrtno veselico.
19.9.1971 - Velika veselica z ansamblom Čelan.
27.8.1972 - Pesnica je poplavila Kračine.
27.8.1972 - V Gorišnici je otvoritev nove osnovne šole.
1978 - Zgrajena je HE Formin.
10.7.1982 - Tombola v Forminu, ki jo zmoti slabo vreme.
1982 - 1983 - Formin dobi javni vodovod.

## Hidroelektrarna Formin
HE Formin je zadnja v verigi dravskih elektrarn ter druga po količini proizvedene električne energije in hkrati tista, ki ima največjo akumulacijo na slovenskem delu reke Drave. 
Elektrarna, dograjena leta 1978, je zaradi naravnih danosti tako kot HE Zlatoličje zasnovana kot kanalska elektrarna. Izkorišča 29 m padca med Ptujem in državno mejo s Hrvaško in ima pri moči 116 MW letno proizvodnjo 548 milijonov kWh električne energije. Z zajezitvijo reke Drave z jezom v Markovcih je nastalo največje slovensko umetno jezero dolžine 7 km in površine 3,46 km2, imenovano Ptujsko jezero, ki vsebuje 17,1 milijona m3 vode, od katerih se lahko 4,5 milijona m3 izkoristi za proizvodnjo električne energije. Bočni nasipi so zgrajeni iz gramoza. Na vodni strani so zatesnjeni z 10 cm debelo asfaltno oblogo. Pronicanje vode v podtalnico v zaledju preprečujejo drenažni kanali ob nasipih. Zaradi visokih valov, ki se lahko pojavijo ob močnem vetru, so na kritičnih mestih betonski valobrani.
Jez v Markovcih ima šest pretočnih polj širine 17 m. Opremljen je s segmetnimi zapornicami in vrhnjimi zaklopkami. Prepustna sposobnost jezu je 4200 m3/s. Nad vtokom v dovodni kanal je nameščena potopna stena, ki z mostnim delom jezu preprečuje vtok plavja v dovodni kanal. Dovodni kanal je dolg 8,1 km, trapezne oblike, delno vkopan, večinoma pa v nasipu. Na dnu in notranjih pobočjih je obložen z oblogo, neprepustno za vodo, iz asfalta in ima sedem odvzemov vode za namakanje Ptujskega polja.